# 郭再祐
郭再祐（1552年—1617年）字季授，朝鮮王朝時期軍事人物，在萬曆朝鮮戰爭時期曾組織民間義兵抗擊日本侵略軍。
郭再祐出生於慶尚南道宜寧郡的世干村，是當地地主郭越的第三子。3歲的時候母親就死了。他出生的家庭十分富裕，曾多次參加科舉考試，然而都落榜了。
1592年4月12日，日本豐臣秀吉侵略朝鮮。僅僅在日軍侵略的第9天，郭再祐集合了自己的一族和同村村民，協助朝鮮的官軍防衛宜寧郡。這是萬曆朝鮮戰爭期間朝鮮民間組織的第一支义兵。
他以遊擊戰為戰術，攻擊日本的輸送船等，取得多次成功。尤其是他曾使用影武者的戰術擊退了日軍安國寺惠瓊部，此戰後他聲名大噪。在第一次晉州城之戰之中，郭再祐使用伏兵之計，擊退了日軍的包圍。由於當時他身穿紅色緋緞所織成的軍服，故被日軍稱作「天降紅衣將軍」。
戰後，他多次拒絕接受朝鮮朝廷冊封的官職。1613年，七庶獄事發生；次年，光海君欲殺死永昌大君，郭再祐上書為永昌大君求情，希望免其一死。然而光海君最終將永昌大君蒸殺，郭再佑因此離開漢城，退隱鄉間。1617年病逝，葬於慶尚南道達城郡求智面新塘洞。諡號忠翼公。
在今日韓國宜寧郡郊外的義兵公園舉辦有對郭再祐的「義兵祭」。